# Barrio de la Concepción (metropolitana di Madrid)
Barrio de la Concepción è una stazione della linea 7 della metropolitana di Madrid, situata sotto la via omonima, nel distretto Ciudad Lineal.

## Storia
La stazione è stata inaugurata il 17 maggio 1975 con il secondo tratto della linea da Pueblo Nuevo e Avenida de América, ed è stata ristrutturata nel 2006 per cambiare le volte e le pareti.

## Accessi
Vestibolo Barrio de la Concepción
- Martínez Villergas Calle Martínez Villergas, 1 (angolo con Calle Virgen del Val)
- Virgen del Romero Plaza Virgen del Romero, 1 (angolo con Calle Virgen de los Reyes)